# Dizzy Mizz Lizzy
Dizzy Mizz Lizzy er en dansk alternativ rock-gruppe fra København, der blev dannet i oktober 1988 i Valby. Navnet er inspireret af The Beatles' coverversion af Larry Williams-sangen "Dizzy Miss Lizzy". Bandet består af skolekammeraterne Tim Christensen, Martin Nielsen og Søren Friis.
Gruppen blev berømt i 1990'erne for en række store hits, ved at lave numre som "Silverflame", "Love Is a Loser's Game", "Glory", "11:07 PM", "Waterline" og "Rotator". De var ét af Danmarks mest populære rockbands fra debutalbummet i 1994 til opløsningen i 1998. Tim Christensen udgav efterfølgende en række soloalbummer der også blev rost. De fandt for en stund sammen igen i 2010, hvor de begyndte at give koncerter. Bandet blev gendannet i 2015 og har siden udgivet to albummer. De blev populære på den danske musikscene igen, og vandt Årets Danske Udgivelse samt Årets Danske Rock-udgivelse til GAFFA-Prisen i 2017.

## Historie
Dizzy Mizz Lizzy's debutkoncert var i Valby den 8. december 1989 for omkring 75 tilskuere. Dizzy Mizz Lizzy kom 3 år i træk i finalen ved DM i Rock først i 1991 og 1992, men bandet fik først sit gennembrud ved at vinde DM i Rock i Jazzhus Montmartre den 30. april 1993, bl.a. ved at slå Kashmir.
4. marts 1994 udgav Dizzy Mizz Lizzy det mest solgte debut-rockalbum fra Danmark nogensinde, navnlig Dizzy Mizz Lizzy, der er blevet solgt i mere end 250.000 eksemplarer i Danmark, og var på hitlisten i næsten to år. Bandet slog også igennem med albummet i Japan, hvor der blev solgt 100.000 eksemplarer.
2. april 1996 blev opfølgeren Rotator udgivet, men albummet opnåede ikke lige så stor salgssucces i Danmark på trods af hits som titelsangen og "11.07 PM". Albummet vandt dog Årets Danske Rockudgivelse ved Dansk Grammy i 1997. Der blev solgt 120.000 eksemplarer i Danmark, såvel som 100.000 eksemplarer i Japan.
Fælles for begge albummer var, at det var Tim Christensen, der stod for at skrive sangene. Gruppen blev opløst 10. marts 1998, og en pressemeddelelse blev udsendt den samme dag, som udtalte at bandet er opløst, og har i alt vundet 5 danske grammyer, samt Tuborgs Grønne Pris. Forsangeren Tim Christensen havde derefter en mere almen eftertrykkelig solokarriere, der blev ganske succesfuld.
Efterfølgende har bandet været forenet for en aften, da de optrådte i VEGA 16. august 2006 til koncerten Brandalarm. Her optrådte bandet sammen for første gang i 10 år, for bagefter igen at gå hver til sit. Senest annoncerede bandet d. 15 september 2009, at gruppen blev gendannet til 10 koncerter i foråret 2010.
Billetterne til disse koncerter blev dog revet væk, og efterhånden er Dizzy Mizz Lizzy blevet annonceret til 41 koncerter, hvoraf fire fandt sted i Japan. Det blev af bandet udlagt som de allersidste koncerter nogensinde.
I 2010 udkom portrætfilmen Lost Inside a Dream: The Story of Dizzy Mizz Lizzy med Theis Molin som instruktør.
Imidlertid gik bandet i 2014 atter i studiet for at lave nogle nye indspilninger, og tager på en større tourné i 2015. I november 2015 udkom bogen Dizzy Mizz Lizzy: En drengedrøm om gruppen. I 2016 udkom gruppens tredje album kaldet Forward in Reverse. Det modtog fire ud af seks stjerner i musikmagasinet GAFFA, og det nåede førstepladsen på den danske albumhitliste.[kilde mangler]
I juni 2018 fortalte bandet under en koncert i Søndermarken på Frederiksberg, at de var gået i studiet for at lave en ny plade.

## Genre & stil
Dizzy Mizz Lizzy spiller alternativ rock, der er karakteriseret ved vægt på hurtig rytme, soloer hvor vægten er lagt på det rytmiske samspil mellem instrumenterne i treenighed. Stilen hos Dizzy Mizz Lizzy er inspireret af The Beatles, Jimi Hendrix, Led Zeppelin og Nirvana. Dog udtalte Dizzy Mizz Lizzy til Gaffa i marts 1994: "Vi er ikke så vilde med betegnelsen grunge, det er mere blevet et prædikat af mange dimensioner. Vi koncentrerer os om musikken og ikke betegnelserne. Det vi spiller er ægte, levende og med energien i højt gear."

## Hæder
Danish Music Awards
| År   | Modtager/nomineret arbejde | Pris                        | Resultat  |
| ---- | -------------------------- | --------------------------- | --------- |
| 1995 | Dizzy Mizz Lizzy           | Årets Danske Gruppe         | Vundet    |
| 1995 | Dizzy Mizz Lizzy           | Årets Nye Danske Navn       | Vundet    |
| 1995 | Dizzy Mizz Lizzy           | Årets Danske Rock Udgivelse | Vundet    |
| 1995 | Dizzy Mizz Lizzy           | Grøn pris                   | Vundet    |
| 1997 | Rotator                    | Årets Danske Rock Udgivelse | Vundet    |
| 1997 | Nick Foss for Rotator      | Årets Danske Rock Udgivelse | Vundet    |
| 2016 | Forward in Reverse         | Årets Danske Rock Udgivelse | Nomineret |

GAFFA-prisen
| År   | Modtager/nomineret arbejde | Pris                       | Resultat |
| ---- | -------------------------- | -------------------------- | -------- |
| 1994 | Dizzy Mizz Lizzy           | Årets Danske Navn          | Vundet   |
| 1996 | Dizzy Mizz Lizzy           | Årets Danske Livenavn      | Vundet   |
| 1997 | Dizzy Mizz Lizzy           | Årets Danske Livenavn      | Vundet   |
| 2016 | Forward in Reverse         | Årets Danske Album         | Vundet   |
| 2016 | Forward in Reverse         | Årets Danske Rockudgivelse | Vundet   |

## Diskografi

### Studiealbum
- Dizzy Mizz Lizzy (1994)
- Rotator (1996)
- Forward in Reverse (2016)
- Alter Echo (2020)

### Livealbum
- One Guitar, One Bass and a Drummer, That's Really All It Takes, Live in Japan  (1995)
- The Reunion Tour: Live in Concert 2010 (CD/DVD/Blu-Ray) (2010)
- Live in Aarhus '96 (2015)
- Livegasm! (2017)

### Opsamlingsalbum
- The Greatest (2000)
- The Best of Dizzy Mizz Lizzy + Live in Århus '96 (2002)
- Dizzy Mizz Lizzy / Rotator (2010)
- Dizzcography (2010)

### EP'er
- Dizzy Mizz Lizzy (1993)

## Filmografi
- Lost Inside a Dream (portrætfilm fra 2010)

## Turnéer
- Reunion Tour 2010
- Comeback Tour 2015
- Forward In Reverse Tour 2016
- Dizzy Mizz Lizzy Tour 2017
- Dizzy Mizz Lizzy Tour 2018
- Dizzy Mizz Lizzy 2019